# 関市惟然記念館
関市惟然記念館（せきしいねんきねんかん）は、岐阜県関市にある広瀬惟然に関する博物館である。
弁慶庵-惟然記念館とも称する。

## 概要
松尾芭蕉の門下の俳人、広瀬惟然が晩年に住んでいた弁慶庵を復元。市民の教育、学術及び文化の発展に寄与することを目的とした施設である。弁慶庵は1968年（昭和43年）に関市の史跡に指定されている。建物は1993年（平成5年）8月に復元したものである。
広瀬惟然の俳句、実際に使ったとされている道具などを展示する。
弁慶庵は元々は江戸時代に建てられた茅葺入母屋造の建物であり、広瀬惟然の死後に娘の智鑑尼が入庵し、尼寺として使用されていたが、老朽化のため解体された。現在の惟然記念館はその弁慶庵の建材の一部を使用し、弁慶庵を復元したものである。

## 利用案内
- 開館時間：9:00 - 16:30[1]
- 休館日：月曜日（祝日の場合は開館）、祝日の翌日（祝日の翌日が土・日曜日、祝日の場合開館）、年末年始（12月29日 - 1月3日）[1]

## 交通アクセス

### 公共交通機関
- 長良川鉄道越美南線関駅下車、徒歩5分

### 自動車
- 東海北陸自動車道関ICから自動車で約8分

## 周辺施設
- 関善光寺
- 立蔵寺
- 関駅
- 関シティターミナル